# Чинеду, Блессинг
Анянву Чинеду Блессинг (англ. Anyanwu Chinedu Blessing; 22 ноября, 1976 года, Аба, Нигерия) — бывший нигерийский футболист, защитник.

## Карьера
Воспитанник нигерийского клуба «Эньимба». Долгое время Чинеду выступал на родину, пока в 2000 году не переехал в югославскую Республику Македонию. В августе 2003 года защитник, выступая за «Вардар», принимал участие в двух матчах против московскому ЦСКА в рамках отборочного раунда Лиги чемпионов. По их итогам «Вардар» сенсационно выбил «армейцев» из борьбы в еврокубках (в Москве вардарцы были сильнее со счетом 2:1, а дома они сыграли вничью — 1:1). Российские журналисты отмечали, что по габаритам нигериец был самым мощным футболистом своей команды и его надежная игра я на втором этаже не позволила ЦСКА забивать. Позднее Чинеду переехал в Бельгию, где он и завершил свою карьеру.
У Чинеду есть жена Эммануэль и трое детей, один из них, Майкл Анянву, играет за Университет штата Юта в американский футбол.

## Сборная
В 1993 году Блессинг Чинеду попал в состав юношеской сборной Нигерии на Чемпионат мира (U-17) в Японии. По его итогам «суперорлы» заняли первое место и завоевали титул лучшей сборной мира по своему возрасту.

## Достижения

### Национальные
- Чемпион мира U-17 (1): 1993.

### Клубные
- Обладатель Кубка Македонии (1): 2002/03.